# ROLE
Pour les articles homonymes, voir Role.
ROLE est le nom d´un jeu de rôle générique créé par François Nedelec et Didier Guiserix en 1985, et publié dans Casus Belli. C'est l'acronyme de Règle optionnelle limitée à l'essentiel, et un jeu de mots avec « rôle ». Il s'agit du développement de la Charte angoumoise et est compatible avec Avant Charlemagne, Empire galactique et Mega II.

## Système de règles
La règle optionnelle limitée à l'essentiel consiste en deux tables qui permettent, à l'aide de deux dés à six faces (2D6), de déterminer si l'action entreprise par un personnage réussit. Cela fait intervenir deux facteurs : la difficulté de l'action et les capacités du personnage inscrites sur sa feuille de personnage :
- la Force indique les capacités physiques, et
- l'Intelligence les facultés mentales.

Pour déterminer la valeur de ces capacités, le joueur lance deux dés, en fait la somme et note le résultat sur une feuille pour l'une des deux caractéristiques, puis il recommence et note le résultat pour la seconde caractéristique.
Au cours de la partie, quand le meneur de jeu (MJ) a un doute sur l'issue d'une action mentale (trouver un indice, comprendre un mécanisme, embobiner un personnage non-joueur) ou physique (frapper un PNJ, soulever un poids à la limite du raisonnable, escalader une paroi abrupte), le joueur doit lancer deux dés ; si le résultat est inférieur ou égal à la caractéristique concernée, l'action réussit, sinon elle échoue. En lisant le résultat sur les tables, le MJ imagine la suite de son scénario.

### Table de Difficulté
Lorsque le personnage tente une action, le MJ, avec bon sens et honnêteté, attribue à l'action un niveau secret de difficulté : à chaque niveau de difficulté de la table correspond un nombre pair de 0 à 10, précédé du signe + ou -. Ce nombre est utilisé comme bonus (+) à ajouter, ou malus (-) à retirer à la Force ou à l'Intelligence du personnage lors de cette tentative précise.
| Difficulté          | Bonus/Malus |
| ------------------- | ----------- |
| Impossible          | −10         |
| Presque impossible  | −8          |
| Très difficile      | −6          |
| Difficile           | −4          |
| Malaisé             | −2          |
| Moyen               | 0           |
| Aisé                | +2          |
| Facile              | +4          |
| Très facile         | +6          |
| Presque immanquable | +8          |
| Immanquable         | +10         |

Si le joueur, en lançant deux dés, obtient un résultat inférieur à la caractéristique utilisée assortie du bonus ou malus de difficulté, l'action réussit. S'il est égal ou supérieur, elle échoue.
Réussite : 2d6 ≤ caractéristique + difficulté
À titre indicatif, on peut considérer que défoncer la porte d'un clapier est une action (physique) facile (Force + 4), tandis qu'une porte normale est difficile (Force - 4), et une porte blindée (apparemment) impossible (Force - 10).

### Table de Résultat
Cette table permet au MJ, après un lancer de dés, de juger du résultat d'une action en utilisant la marge de résultat :
Marge de résultat = caractéristique + difficulté - résultat des dés
Imaginons un PJ d'une Force de 8 essayant de défoncer une porte normale (difficile -4) : le joueur doit faire, avec deux dés, moins de 4 (8-4). Si le résultat du jet est 2, l'action réussit avec une marge de réussite
4 - 2 = +2 ;
en se reportant à la table des résultats, on lit face à +2 qu'il s'agit d'un résultat favorable : la porte cède. S'il fait aux dés 8, mauvais résultat, la porte ne bouge pas. S'il fait 12 aux dés, non seulement l'action échoue, mais avec une marge d'échec de 4 - 12 = -8, le résultat est catastrophique : le MJ explique au joueur que son personnage s'est démis l'épaule sur cette porte qui n'a pas frémi d'un pouce.
| Résultat | Qualité         |
| -------- | --------------- |
| −10      | Cauchemardesque |
| −8       | Catastrophique  |
| −6       | Très mauvais    |
| −4       | Mauvais         |
| −2       | Défavorable     |
| 0        | Médiocre        |
| +2       | Favorable       |
| +4       | Bon             |
| +6       | Très bon        |
| +8       | Excellent       |
| +10      | Fantastique     |